# Calomyrmex

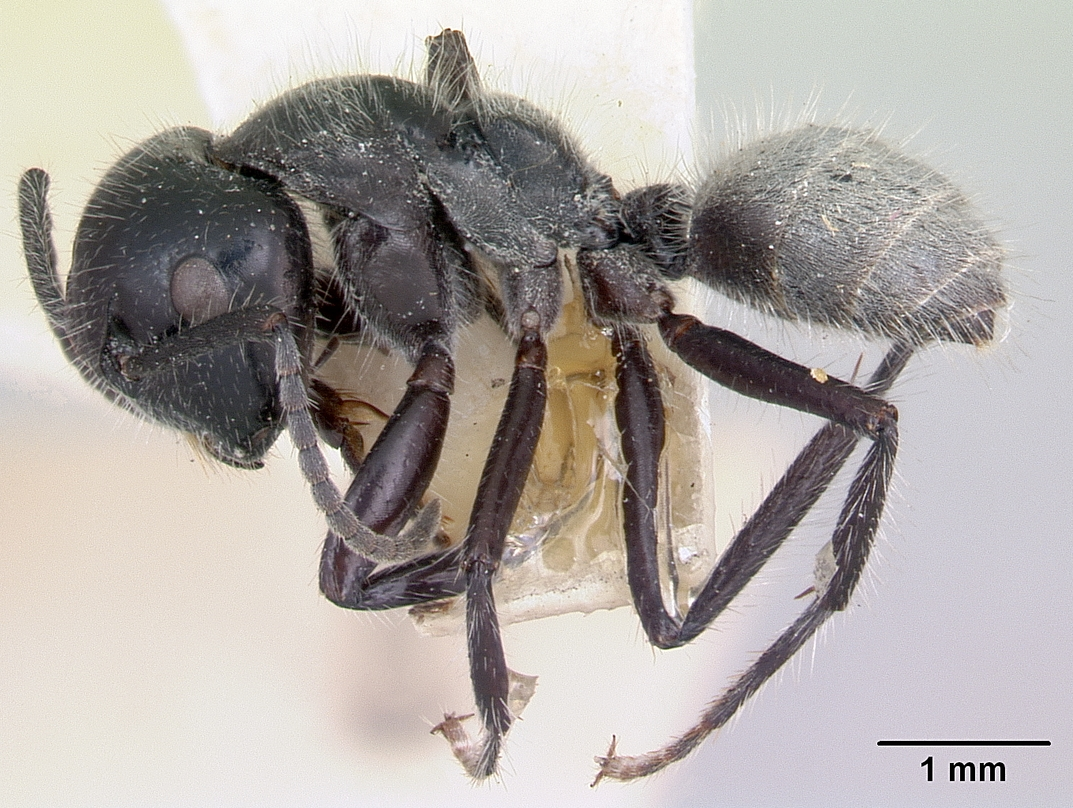
Муравей Calomyrmex albertisi

Calomyrmex (лат.) — род муравьёв подсемейства формицины (Formicinae, Camponotini). Австралия и Юго-Восточная Азия.

## Описание
Среднего размера муравьи чёрного цвета. Заднегрудка округлая без проподеальных шипиков. Усики длинные, у самок и рабочих 12-члениковые (у самцов усики состоят из 13 сегментов). Жвалы рабочих с 5 зубцами. Нижнечелюстные щупики 6-члениковые, нижнегубные щупики состоят из 4 сегментов. Голени средних и задних ног с одной апикальной шпорой. Стебелёк между грудкой и брюшком состоит из одного сегмента (петиоль). Calomyrmex отличается от близких родов Camponotus и Polyrhachis наличием метаплевральных желёз и отсутствием шипиков на грудке. Рабочие мономорфные.
- Calomyrmex albertisi (Emery, 1887)
- Calomyrmex albopilosus (Mayr, 1876)
- Calomyrmex glauerti Clark, 1930
- Calomyrmex impavidus (Forel, 1893)
- Calomyrmex laevissimus (Smith, 1859)
- Calomyrmex purpureus (Mayr, 1876)
- Calomyrmex similis (Mayr, 1876)
- Calomyrmex splendidus (Mayr, 1876)
- Calomyrmex tropicus (Smith, 1861)